# 朱佑衡
朱佑衡（1912年—1976年2月3日），天津人。

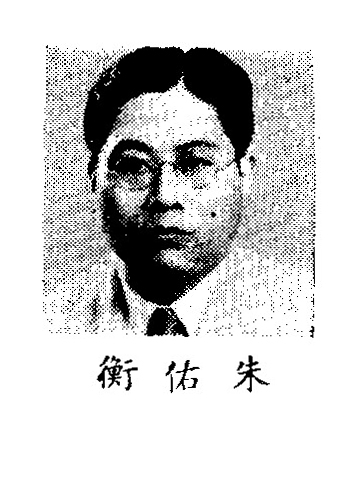

朱佑衡毕业于燕京大学政治经济系，后加入中华复兴社。1940年，出任中苏情报所天津组副组长。1946年，当选制宪国民大会代表。其后，曾担任过国民党天津市党部民训科科长、天津市临时参议员、国防部保密局天津站第一组组长、第十二战区外事处副处长等职。1948年，当选第一届国民大会代表。與妻子國大代表王蘭女士一同赴台，1976年逝世。